# Gavià argentat europeu
El gavià argentat europeu o gavià argentat de potes roses, la gavina blanca, a les Balears titeta de mar, de tramuntana o de migjorn (Larus argentatus) és una gavina grossa que habita la zona septentrional de l'Europa Atlàntica.

## Morfologia

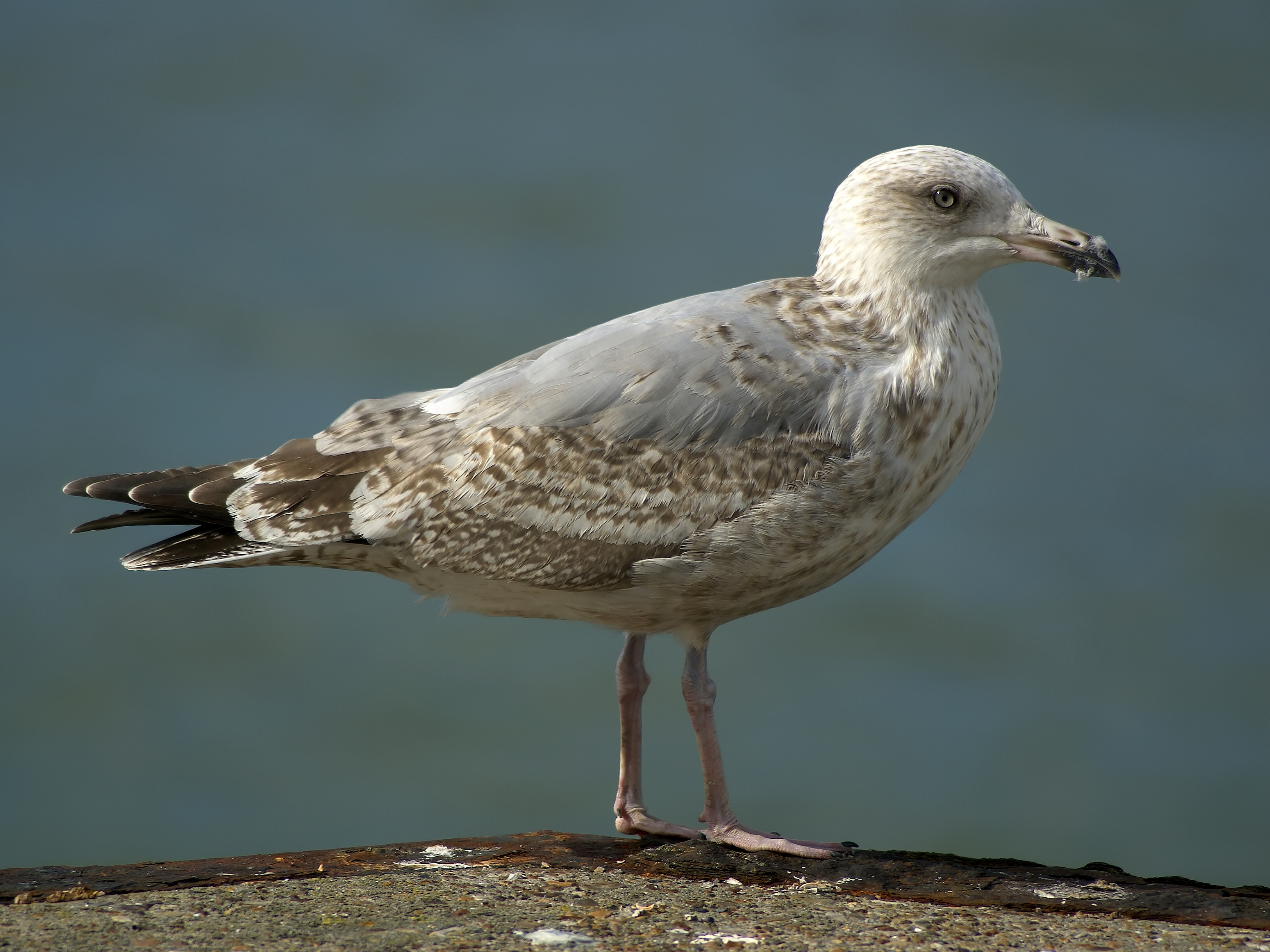
Gavià argentat de potes roses juvenil

El mascle d'aquesta espècie fa 60-66 cm de llargària i pesa 1.050-1.250 g. La femella és una mica més petita, amb 55-62 cm i 800-980 g, respectivament. Envergadura de 137-150 cm. En època de cria, els adults són gris per les parts superiors amb cap i parts inferiors blanques. Les plomes primàries i secundàries són negres, amb unes taques blanques conegudes com a "miralls". Bec groc amb una zona roja en la mandíbula inferior, prop de la punta. L'ull és pàl·lid, i al voltant hi ha un anell de pell nu. Les potes són en general rosa, però poden ser grogoses especialment en la població del Bàltic. Fora de l'època de cria els adults presenten unes vires gris pàl·lid a cap i coll. No hi ha dimorfisme sexual quant al color, però sí quant a la grandària.
Els individus de menys d'un any, són de color marró, amb ratlles més fosques, així com el bec i els ulls. Aquest disseny juvenil es va perdent fins als quatre anys aproximadament, en què arriben a la maduresa sexual.

## Ecologia
Com la major part de les gavines, són aus marines costaneres, que habiten en les costes de l'Atlàntic europeu, incloent Islàndia i les illes Fèroe. Les poblacions septentrionals migren cap al sud a l'hivern, arribant a les costes atlàntiques de la península Ibèrica. La seva presència als països catalans és ocasional.
Després d'una elaborada dansa nupcial i de la còpula, la parella tria un lloc on fer el niu. En general són monògames, de vegades per a tota la vida, si treuen exitosament les niuades. Ponen de dos a quatre ous en nius situats en terra o en penya-segats. Crien en colònies, i els pares defenen molt activament la posta. Els ous tenen taques fosques i de color oliva, i són covats per 28 a 30 dies. Els joves piquen la part roja del bec dels pares per indicar que estan famolencs. Aquests expulsen part de contingut de l'estómac com a resposta al colpeix. Els joves poden volar als 35 – 40 dies d'edat, però són alimentats pels seus pares per 11 – 12 setmanes, o inclús més.

## Taxonomia
Tradicionalment el nom gavià argentat (Larus argentatus), feia referència a una espècie de gavina que successives revisions han anat escindint en més especies, fins al moment actual, en què es reconeix un número d'entre dos i vuit, depenent dels autors. En principi es va separar en dues espècies atenent al color de les seves potes: gavià argentat de potes roses(Larus argentatus) i gavià argentat de potes grogues (Larus cachinnans). Més tard però, la primera d'elles va donar lloc a Larus vegae, Larus smithsonianus i Larus argentatus, mentre que la segona donava Larus armenicus, Larus michahellis i Larus cachinnans. Quedaven així descrites sis espècies, o encara més, segons altres autors. Tot el procés ha portat una certa confusió a l'hora d'emprar la nomenclatura comú. En aquest article es fa referència de manera restrictiva a Larus argentatus en el sentit de la població europea de potes roses.
Se n'han descrit dues subespècies:
- L. a. argentatus. Cria en Europa nord-occidental.
- L. a. argenteus. Cria des d'Escandinàvia fins a la Península de Kola.